# Маруя, Сайити
Сайити Маруя (яп. 丸谷 才一 Маруя Сайити, 27 августа 1925 год — 13 октября 2012 год) — японский писатель

, литературовед и переводчик английской литературы (Джойс и др.). Лауреат ряда литературных премий Японии.
Как литератор дебютировал в 1960 году с романом «Отвернувшись от лица Иеговы» (エホバの顔を避けて). Этапным для писателя стал роман «Подушка из бамбуковых листьев» (笹まくら, 1966), о человеке, которому удалось уклониться от призыва в армию во время Тихоокеанской войны, и о том, с какими последствиями этого ему пришлось столкнуться спустя двадцать лет после её окончания. Другие сочинения: «Остаток года» (年の残り, 1968, премия Акутагавы), «Один в поле» (たった一人の反乱, 1972, премия Танидзаки), «Моросящий дождь» (横しぐれ, 1975), «Спой японский гимн фальцетом!» (裏声で歌へ君が代, 1982), «Что такое Тюсингура?» (忠臣蔵とは何か, 1985, премия Номы), «Женская зрелость» (女ざかり, 1993), «Принцесса Сверкающего солнца» (輝く日の宮, 2003, премия Идзуми Кёка, по мотивам считающейся утраченной главы «Повести о Гэндзи»).

## Биография
Как и большинство других современных ему японских писателей экспериментального толка (Оэ, Курахаси, Накагами), родился и вырос в провинции, в городе Цуруока (префектура Ямагата) в семье врача. В 19-летнем возрасте в марте 1945 года был призван в армию и отправлен в часть, базировавшуюся на севере Аомори, откуда ожидалось вторжение американских войск в Японию. В боевых действиях участия не принимал. В сентябре 1945 года, после демобилизации, восстановился в школе высшей ступени, а в 1947 году поступил на литературный факультет Токийского университета (отделение английской литературы). В университетские годы познакомился с творчеством Джеймса Джойса, оказавшее на него сильнейшее влияние. Джойсу была посвящена дипломная работа Маруя, позднее он также участвовал в переводе джойсовского «Улисса» на японский язык. Начиная с 1953 года преподавал в университете Кокугакуин. После увольнения в 1964 году посвятил себя писательскому труду, совмещая его с работой переводчика.

## Очерк творчества
Творческое наследие писателя относительно невелико. Основной жанр — роман, на детальную проработку каждого из которых у него уходили годы (в отличие от большинства японских писателей он не публиковал их частями в литературных журналах). С самого начала в своих произведениях Маруя обозначил тяготение к модернизму (преимущественно английского толка), синтезу интеллектуализма и бахтинской карнавальности, что противопоставило его японской эгобеллетрической традиции сисёсэцу и по-своему продолжившим её в послевоенные десятилетия авторам группы «третьи новые». Творческой вершиной писателя считается его второй роман «Подушка из бамбуковых листьев». В своих произведениях Маруя придерживается исторической орфографии каны.
Как литературовед известен, с одной стороны, как ведущий японский специалист по творчеству Джойса, а с другой — как исследователь, давший новый импульс к переосмыслению классического японского литературного наследия и возобновлению традиции поэзии вака и рэнга. Заслугой Маруя считается популяризация поэзии Ки-но Цураюки и Сугавара-но Митидзанэ, оказавшая ощутимое воздействие на современную поэзию (Макото Оока и др.).